# Homalomena jacobsiana
Homalomena jacobsiana là một loài thực vật có hoa trong họ Ráy (Araceae). Loài này được A.Hay mô tả khoa học đầu tiên năm 1999.